# Sztrugár
Sztrugár (románul Strungari, németül Strägendorf) település Romániában, Fehér megyében.

## Fekvése
Gyulafehérvártól délnyugatra, a Surján-hegység északi peremén található.

## Története
A települést 1773-ban említették először Sztrugari néven.
A falu 1876-ig Királyföld, azon belül pedig Szászsebesszék részét képezte. 1876-tól trianonig Szeben vármegye Szászsebesi járásához tartozott.
1920 óta Románia része.

## Lakossága
1910-ben a falu lakossága 233 román nemzetiségű lakosból állt.
2002-ben 243-an lakták a települést, ebből 241 román, 1 magyar és 1 német volt.
A lakosság fő jövedelemforrása a fakitermelés és a juhtenyésztés.[forrás?]